# Алексіс Рубалькаба
Алексіс Рубалькаба Полледо (ісп. Alexis Rubalcaba Polledo, нар. 9 серпня 1972, Матансас) — кубинський боксер, чемпіон Панамериканських ігор, призер чемпіонату світу, учасник двох Олімпійських ігор.

## Спортивна кар'єра
1996 року Рубалькаба вперше взяв участь в змаганнях на Олімпійських іграх. В першому бою він здобув перемогу за явною перевагою (RSC) в першому раунді над Паоло Відоц (Італія), а в чвертьфіналі програв Паеа Вольфграмм (Тонга) — 12-17.
Наступного року Алексіс на чемпіонаті світу переміг в 1/16 фіналу ТіДжей Вілсона (США) — RSC, 1/8 фіналу пройшов без бою, в чвертьфіналі переміг нокаутом Олексія Лєзіна (Росія), в півфіналі переміг Паоло Відоц (Італія) — 13-7, у фіналі програв Георгію Канделакі (Грузія) — 1-4 і зайняв друге місце.
1999 року на Панамериканських іграх Рубалькаба досяг найбільшого успіху в спортивній кар'єрі, вигравши золоту нагороду.
На Олімпійських іграх 2000 в 1/8 фіналу Рубалькаба переміг нокаутом Ченгіза Коч (Німеччина), але в чвертьфіналі програв Мухтархану Дільдабекову (Казахстан) — 12-25.